# Chopjor

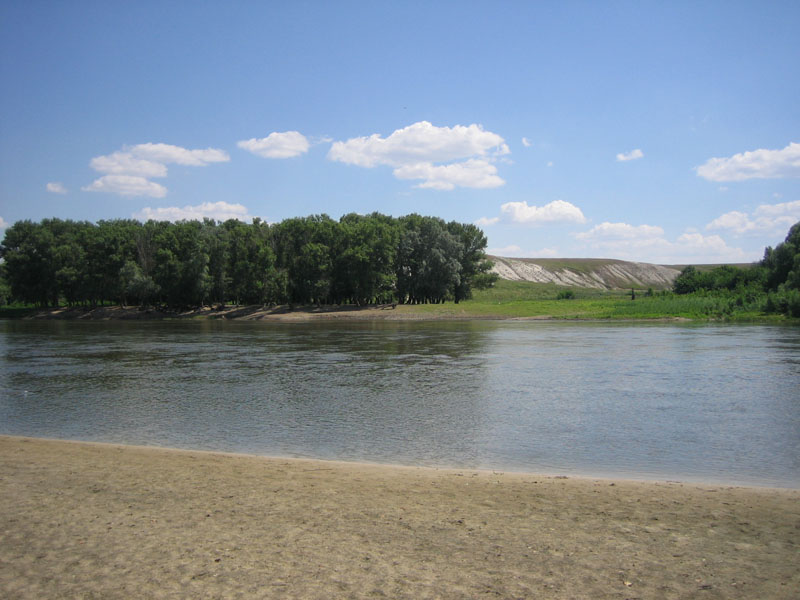
de Chopjor

De Chopjor (Russisch: Хопёр, ook wel Khoper) is een rivier in Europees Rusland en zijrivier van de Don.
De rivier heeft haar bron ten zuidwesten van de stad Penza en vloeit dan naar het zuiden om uiteindelijk in de Don te stromen. De 979 km lange Chopor is maar voor 323 km bevaarbaar.
- Gemeinsame Normdatei: 4597137-7